# Jesús Trelles
José de Jesús Trelles Padilla, es un futbolista mexicano retirado, que jugaba en la posición de defensa izquierdo. Jugó para el Club Deportivo Guadalajara de 1964 a 1967. Es hijo de Jesús Trelles Aguilera, sobrino de Nico Trelles exjugador del Club Deportivo Nacional y de Fernando "Chale" Padilla exjugador del Atlas Fútbol Club.
Surgió de las fuerzas básicas del Club Deportivo Guadalajara y en 1964 ya se encontraba en el cuadro de reservistas. Debutó ante Universidad Nacional el 27 de diciembre de 1964, en lo que fue el último partido del campeonato 1964-65. El encuentro terminó con un marcador de 3 goles a 2 favorable a los Pumas. En 1967 fue puesto transferible.
En 1974 se volvió auxiliar técnico de Everardo Cuate Villaseñor en el equipo de la Universidad Autónoma de Guadalajara, y en 1978 hizo mancuerna con Fernando Padilla en la dirección técnica del equipo, después permanecería en solitario en dicha posición.
En 1980 se incorpora a Atletas Campesinos como entrenador y renuncia al cargo en 1982. En 1983 regresa a la UAG, ahora como auxiliar de Diego Mercado y permanece hasta 1985 cuando pasa a dirigir al Córdoba de la Segunda División.
También tuvo un paso como auxiliar por el equipo de la Universidad de Querétaro y el Correcaminos de la UAT. En 1989 llega al Club Ayense como director técnico.